# ディープ・ニシャール
ディープ・ニシャール（Dipchand V. NisharまたはDeep Nishar）は、アメリカ合衆国の実業家。

## 経歴
1986年インド工科大学カラグプル校を卒業後渡米し、1990年イリノイ大学アーバナ・シャンペーン校で電気工学の理学修士（MSEE）を取得。1999年ハーバード・ビジネス・スクールにてMBAを取得。1999年から2001年までPatkai Networksの創立メンバーとして副社長を務め、2003年8月から2009年1月まではGoogleのシニアディレクター・アジア太平洋地域製品管理社長を務めた。その後2009年1月からLinkedInの副社長を務めていた。2015年6月29日マネージングディレクターとしてSBグループUSに入社。
2016年10月シリーズBの調達に伴いザイマージェン取締役に就任。